# SK Lozen
SK Lozen was een Belgische voetbalclub uit Lozen. De club was aangesloten bij de KBVB met stamnummer 6916 en had zwart en wit als kleuren. De club speelde in haar bestaan altijd in de provinciale reeksen.

## Geschiedenis
De club sloot zich halverwege de jaren 60 aan bij de Belgische Voetbalbond, waar men stamnummer 6916 kreeg toegekend. Lozen ging er in de provinciale reeksen spelen. De club bleef er met wisselende resultaten op de verschillende provinciale niveaus spelen.
In 2011 diende de club haar ontslag in bij de KBVB en de terreinen en de kantine zouden verdwijnen. Lozen speelde op dat moment in Vierde Provinciale en had ook een viertal jeugdploegen in competitie.

## Bekende spelers
- Jacky Peeters (jeugd)
- Patrick Teppers

## Resultaten
| Seizoen | Klasse | Klasse | Klasse | Klasse | Klasse | Klasse | Klasse | Klasse | Reeks                                     | Punten                                    | Opmerkingen                               |                                           |
|         | I      | II     | III    | IV     | P.I    | P.II   | P.III  | P.IV   | Vanaf 1952/53 zijn er 4 nationale niveaus | Vanaf 1952/53 zijn er 4 nationale niveaus | Vanaf 1952/53 zijn er 4 nationale niveaus | Vanaf 1952/53 zijn er 4 nationale niveaus |
| ------- | ------ | ------ | ------ | ------ | ------ | ------ | ------ | ------ | ----------------------------------------- | ----------------------------------------- | ----------------------------------------- | ----------------------------------------- |
| 2004/05 |        |        |        |        |        |        |        | 2      | Vierde Prov. Lim. A                       | 65                                        |                                           |                                           |
| 2005/06 |        |        |        |        |        |        | 15     |        | Derde Prov. Lim. B                        | 25                                        |                                           |                                           |
| 2006/07 |        |        |        |        |        |        |        | 3      | Vierde Prov. Lim. B                       | 55                                        |                                           |                                           |
| 2007/08 |        |        |        |        |        |        |        | 10     | Vierde Prov. Lim. B                       | 44                                        |                                           |                                           |
| 2008/09 |        |        |        |        |        |        |        | 13     | Vierde Prov. Lim. A                       | 33                                        |                                           |                                           |
| 2009/10 |        |        |        |        |        |        |        | 7      | Vierde Prov. Lim. A                       | 51                                        |                                           |                                           |
| 2010/11 |        |        |        |        |        |        |        | 11     | Vierde Prov. Lim. B                       | 33                                        |                                           |                                           |